# (237358) 3206 T-3
(237358) 3206 T-3 (3206 T-3, 2008 SH154) — астероїд головного поясу, відкритий 16 жовтня 1977 року.
Тіссеранів параметр щодо Юпітера — 3,579.